# Кырчанское сельское поселение
Кырчанское сельское поселение — муниципальное образование в составе Нолинского района Кировской области России.
Центр — село Кырчаны.

## История
Кырчанское сельское поселение образовано 1 января 2006 года согласно Закону Кировской области от 07.12.2004 № 284-ЗО.

## Население
| 2010 | 2012  | 2013 | 2014 | 2015 | 2016 | 2017 |
| ---- | ----- | ---- | ---- | ---- | ---- | ---- |
| 1006 | ↗1011 | ↘994 | ↘975 | ↘960 | ↘937 | ↘894 |
| 2018 | 2019  | 2020 | 2021 |      |      |      |
| ↘885 | ↘850  | ↘827 | ↘637 |      |      |      |

## Состав
В поселение входят 10 населённых пунктов (население, 2010):
| - село Кырчаны — 701 чел.; - деревня Ерпули — 0 чел.; - деревня Жевлаки — 1 чел.; - деревня Карачи — 148 чел.; - деревня Коромысловщина — 92 чел.; | - деревня Новик — 0 чел.; - деревня Плешково — 0 чел.; - деревня Плосково — 0 чел.; - деревня Рогали — 35 чел.; - посёлок Светлые Пруды — 29 чел. |